# Heft (Aidenbach)
Heft ist ein Gemeindeteil von Aidenbach im niederbayerischen Landkreis Passau. 
Das Dorf liegt circa 500 Meter südlich von Aidenbach beidseits der Staatsstraße 2109 und westlich des Aldersbachs.

## Baudenkmäler

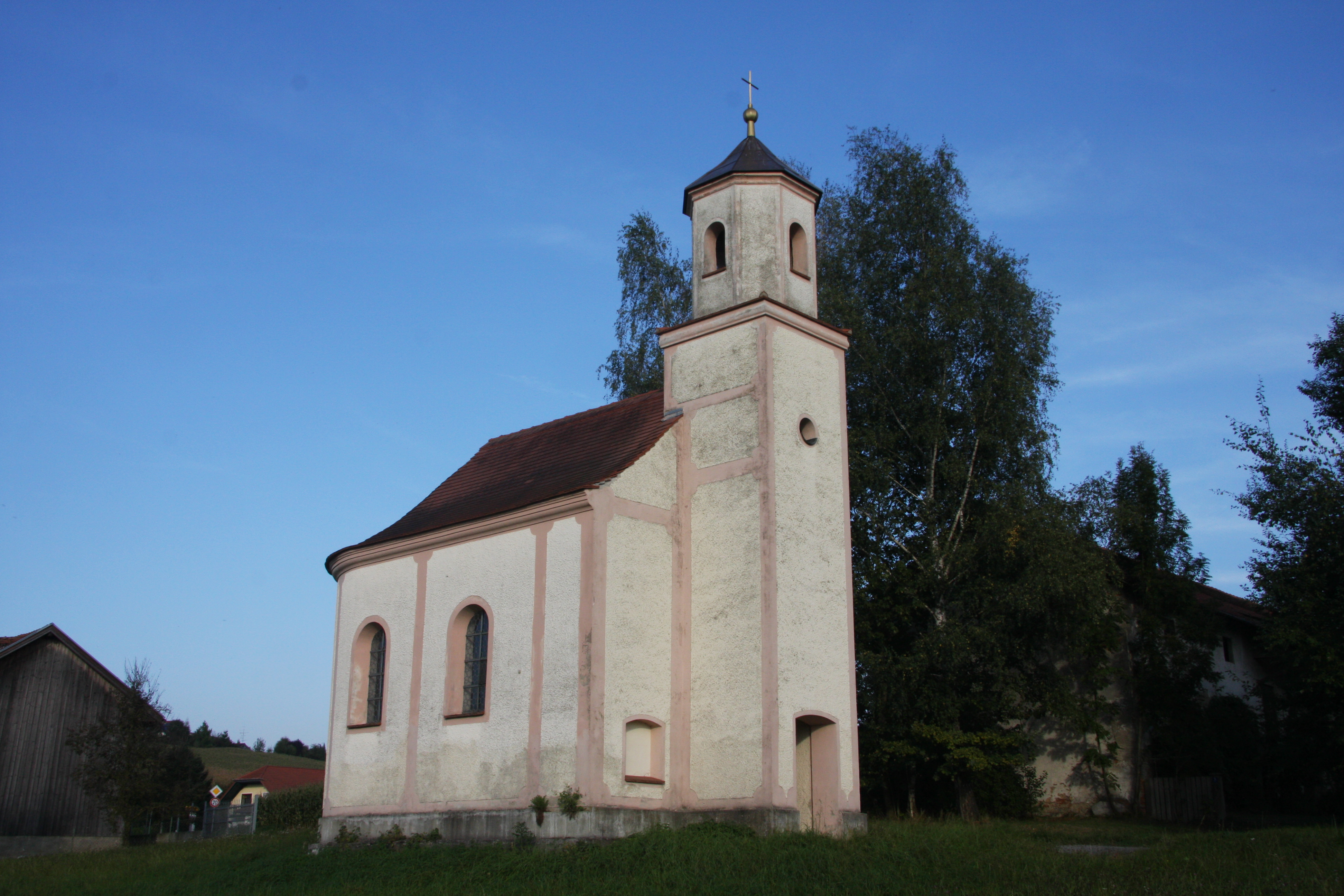
Kapelle St. Martin

- Katholische Kapelle St. Martin